# Myōhōji (metropolitana di Kobe)
Myōhōji (妙法寺駅?, Myōhōji-eki) è una stazione ferroviaria situata nel quartiere di Suma-ku di Kōbe, nella prefettura di Hyōgo. Si trova lungo la linea Seishin-Yamate della metropolitana di Kōbe.

## Linee
Metropolitana di Kōbe
 Linea Seishin-Yamate (S08)

## Caratteristiche
La stazione è costituita da un mezzanino situato al piano terra, e da due marciapiedi laterali con due binari passanti al piano inferiore, in trincea scoperta. Fra i vari servizi della stazione, oltre ai servizi igienici, è presente un defibrillatore semiautomatico.
| 1 | Linea Seishin-Yamate |  | per Sannomiya, Shin-Kōbe e Tanigami |
| 2 | Linea Seishin-Yamate |  | per Myōdani e Seishin-Chūō          |

## Stazioni adiacenti
| «                    | Servizio             | »                    |
| Linea Seishin-Yamate | Linea Seishin-Yamate | Linea Seishin-Yamate |
| -------------------- | -------------------- | -------------------- |
| Itayado              | -                    | Myōdani              |